# 陳長慶
陳長慶（1946年—），金門金沙人，為金門鄉土文學作家，1966年第一篇散文見於《正氣中華日報・正氣副刊》，在1974年至1995年間曾停筆20餘年，期間專心經營「長春書店」，1996年復出，2009年證實罹患血癌至今未癒，但仍不減其對寫作之熱情，其最新作品《島嶼天青》目前正由《金門日報・副刊文學》連載中。
陳長慶於1973年曾創立《金門文藝》刊物，代表作品有《金門特約茶室》和詩作《阮的家鄉是碧山》，其中《金門特約茶室》於2009年榮獲國史館台灣文獻獎。
詩作《阮的家鄉是碧山》已由金門政府立成詩碑立於金門縣定古蹟碧山睿友學校左側，並已由金門知名音樂家許銘豐為其譜曲。

## 簡歷
陳長慶生於1946年。在完成金門中學初中一年級後的1961年6月，因家貧而結束了正式的學校教育。
之後，除了自學苦讀外，也在1968年2月參加了救國團舉辦的「金門冬令文藝研習營」，受教於鄭愁予、黃春明、李錫奇 ⋯⋯ 等當代文藝界名家。
陳長慶的金門鄉土文學素材除了本身的生於斯、長於斯的金門家鄉情感外，
童年也經歷了完整國共間在金門各個戰役，
其中包含1948年的古寧頭戰役、1954年的九三砲戰、1958年的八二三砲戰和1960年的六一九砲戰。
青年陳長慶則以一介年輕無學歷的平民在軍中歷練了11年多，期間從時年17歲在1963年1月起進入金防部福利單位担任雇員，
1972年5月由會計升任經理，並在政五組兼辦防區福利業務，其間更承辦了特約茶室業務，最後在1974年6月離職。
在離開金防部福利單位的前一年，27歲的陳長慶和友人創辦了《金門文藝》季刊，擔任發行人及社長。
1974年在離開軍中後便開始了現在的「長春書店」，同時也開始了長達二十多年的創作空白期。
1996年7月，陳長慶以新詩〈走過天安門廣場〉復出。之後，創作以小說為主。
2002年代表作之一的詩作《阮的家鄉是碧山》見於《金門日報・副刊文學》。
2005年1月《歷史不容扭曲，史實不容誤導──走過烽火歲月的金門特約茶室》以連載方式見於《金門日報・副刊文學》。
2009年5月由榮總醫師證實罹患血癌。得知自己身患血癌之後的陳長慶並没有因此而頹廢，熱愛寫作和金門的他在之後的六年間又持續出版了十本文學著作。
其2016年在《金門日報・副刊文學》連載的小說《島嶼天青》目前也已出版。

## 作品
- 《寄給異鄉的女孩》，1972年。
- 《螢》，1973年。
- 《再見海南島．海南島再見》，1997年。
- 《失去的春天》，1997年。
- 《秋蓮》，1998年。
- 《同賞窗外風和雨》，1998年。
- 《陳長慶作品評論集》艾翎編。，1998年。
- 《何日再見西湖水》，1999年。
- 《午夜吹笛人》，2000年。
- 《春花》，2002年。
- 《冬嬌姨》，2002年。
- 《木棉花落花又開》，2002年。
- 《夏明珠》，2003年。
- 《失去的春天》，2003年。
- 《烽火兒女情》，2004年。
- 《日落馬山》，2005年。
- 《時光已走遠》，2005年。
- 《走過烽火歲月的金門特約茶室》，2005年。
- 《陳長慶作品集》（一九九六～二ＯＯ五）全套十冊（散文卷二冊，小說卷七冊，別卷一冊），2006年。
- 《小美人》，2006年。
- 《李家秀秀》，2007年。
- 《歹命人生》，2008年。
- 《西天殘霞》，2009年。
- 《攀越文學的另一座高峰》，2009年。
- 《頹廢中的堅持》，2009年。
- 《了尾仔囝》，2012年。
- 《不向文壇交白卷──《金門文藝》的前世今生及其他》，2012年。
- 《花螺》，2012年。
- 《將軍與蓬萊米》，2012年。
- 《槌哥》，2012年。
- 《小辣椒》，2013年。
- 《將軍與蓬萊米》，2013年。
- 《父親的遺物》，2014年。
- 《晚春》，2015年。
- 《島嶼天青》，2016年。